# Emir Coco
Emir Coco (Bania Luka, Bosnia y Herzegovina, 9 de julio de 1983) es un jugador de baloncesto internacional sueco. Juega de pívot y su actual equipo es el E Cergy Osny Pontoise BB de la NM1 de Francia.

## Características
Es un jugador polivalente con un físico ágil, su buena o muy buena mano para tirar desde cualquier posición del campo y su estigma ganador le hacen ser un jugador determinante y unas de las firmes promesas del baloncesto

## Carrera deportiva
Este jugador bosnio con pasaporte sueco llegó a Murcia como posible promesa del baloncesto ACB, pero lejos de la realidad su senda ha estado algo alejada del baloncesto profesional, aunque sí estuvo formando parte de equipos con proyección profesional, como Monzón, bajo las órdenes de Sito Alonso, Molina, Torrevieja, Tíjola, Mazarrón y otros equipos en los que no ha terminado de cuajar.
El jugador sueco ha disputado el Europeo B con su selección y llegó a España para militar en el Polaris World Murcia, con el que ha pasado por los equipos de Primera Autonómica y Primera Estatal de dicho club, para militar después en CB Monzón y en el equipo A.D. Molinense de Liga EBA. Tras su paso por Torrevieja, donde promedió cerca de 17 puntos y casi ocho rebotes por partido, en los 26 que disputó con su equipo, en el que era pieza fundamental, alcanzando una valoración media de la temporada de +17, lo cual da idea de su valía bajo tableros, ha formado parte de las plantillas del C.B. Promobys Tíjola (LEB Bronce), Mazarrón Basket e Intersport Ciudadela (E.B.A.) y Basket Cartagena.
En 2009 hizo la pretemporada con el equipo ACB del Power Electronics Valencia. En 2010 firma con el CB Murcia para jugar en la Liga LEB.

## Clubs
- 1. 2001/02 KFUM Kalmar  Suecia
- 2. 2002/03 Atomics  Suecia
- 3. 2003/04 ACB. Polaris World Murcia  España
- 4. 2003/04 EBA. CB Monzón  España
- 5. 2004/05 EBA. A.D. Molinense  España
- 6. 2005/06 EBA. CB Torrevieja  España
- 7. 2006/07 LEB Bronce. C.B. Promobys Tíjola  España
- 8. 2007/08 LEB Bronce. Mazarrón Basket  España
- 9. 2008/09 LEB Bronce. Intersport Ciudadela  España
- 10. 2009/10 SO Pont de Cheruy Charvieu Chavanoz  Francia
- 11. 2009/10 1.º Nacional. Basket Cartagena  España
- 12. 2010/11 LEB. CB Murcia  España
- 13. 2011/12 Union Pontoise-Andrézieux Basket  Francia
- 14. 2012/13 Saint-Dizier Basket  Francia
- 15. 2013/14 E Cergy Osny Pontoise BB  Francia
- 16. 2018/19 Andrésy Chanteloup Maurecourt Basket  Francia